# San Mateo Ixtlahuaca
San Mateo Ixtlahuaca är en ort i Mexiko, tillhörande kommunen Ixtlahuaca i den västra delen av delstaten Mexiko. Orten hade 2 304 invånare vid folkräkningen 2010.